# Phonophor (Allsprecher)
Der Phonophor (griech. „Schallträger“) oder „Allsprecher“ ist ein fiktives technisches Gerät in Ernst Jüngers Zukunftsromanen Heliopolis. Rückblick auf eine Stadt (1949) und Eumeswil (1977). Das Gerät ähnelt einem heutigen Mobiltelefon und hat (ähnlich wie ein Smartphone) auch Internet-Eigenschaften. Es wird üblicherweise „in der linken Brusttasche“ getragen.
Bei Ernst Jünger treten die Phonophore auch an Stelle der Personalausweise und Pässe. Die Beschlagnahme des persönlichen Phonophors entspricht dem „früheren Entzug der bürgerlichen Ehrenrechte“. Außerdem kann man am Phonophor den gesellschaftlichen Rang seines Trägers erkennen. Die Phonophore dienen auch als Wahlmaschinen, mit ihnen werden bei Abstimmungen die Stimmen abgegeben. Die Vorgaben kommen in Heliopolis von den Behörden bzw. der Obrigkeit.
Schließlich stellt der Phonophor auch ein GPS-System dar und ermöglicht Bankgeschäfte durchzuführen, ist unter anderem also auch Kreditkarte.
Eine Kehrseite des Phonophors ist, ähnlich wie bei heutigen Mobiltelefonen, dass sie im Vergleich zu herkömmlichen Telefonen leichter abgehört werden können und der Polizei die Ortung der sprechenden Personen ermöglichen.